# بی‌مهرگان دریایی

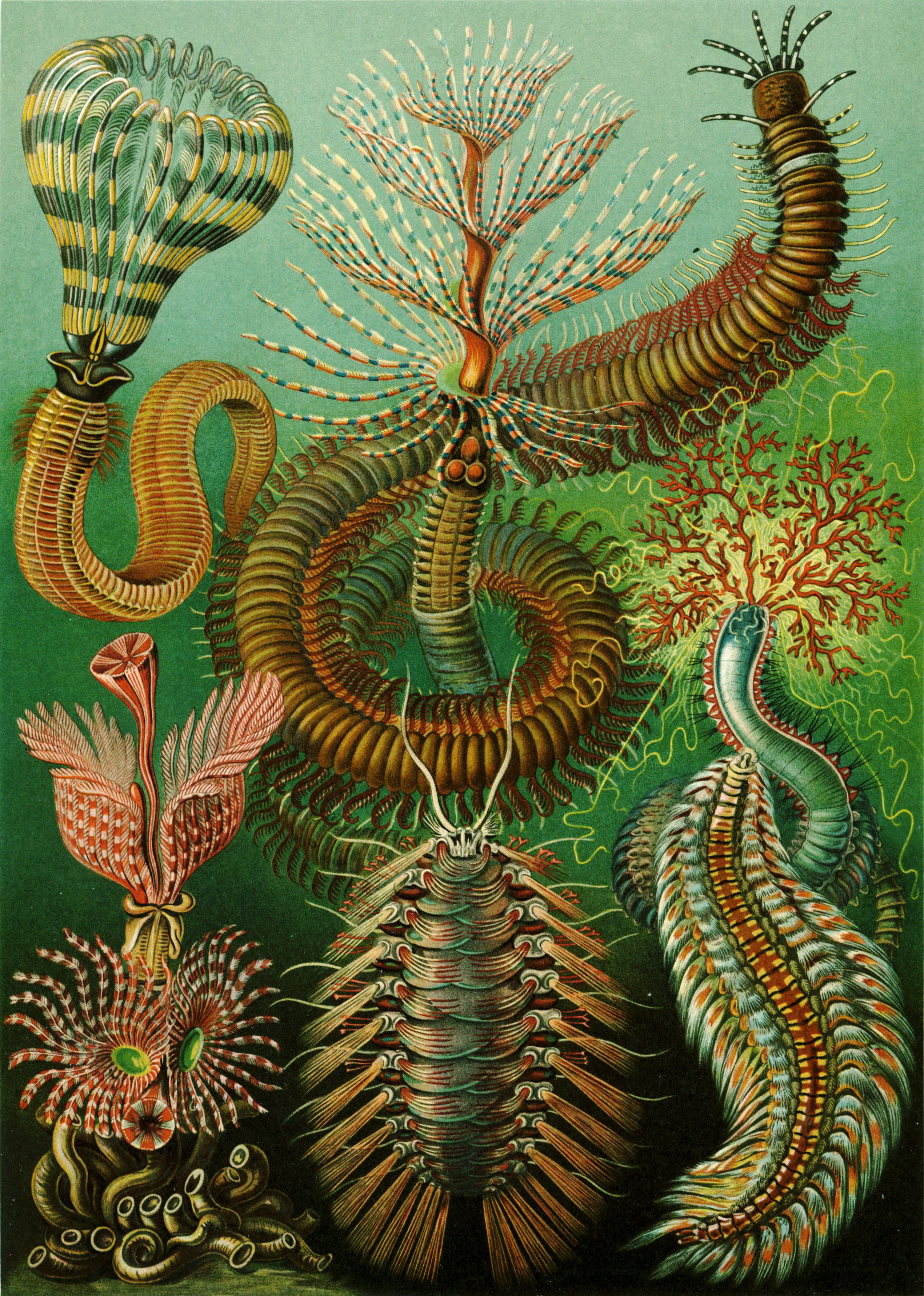
لوح ۹۶ ارنست هکل که شماری بی‌مهرگان دریایی را نشان می‌دهد. بی‌مهرگان دریایی دارای تنوع بسیاری از طرح‌های بدن هستند که اکنون به بیش از ۳۰ شاخه طبقه‌بندی می‌شوند.

بی‌مهرگان دریایی، بی‌مهرگانی هستند که در زیستگاه‌های دریایی زندگی می‌کنند. بی‌مهرگان یک اصطلاح عمومی است که شامل همه جانوران به‌جز مهره‌داران شاخه طنابنداران می‌شود. بی‌مهرگان ستون مهره‌ها ندارند و برخی از آن‌ها یک پوسته یا یک استخوان‌بندی بیرونی سخت ایجاد کرده‌اند. در روی زمین و در هوا، بی‌مهرگان دریایی دارای طرح‌های بدنی بسیار گوناگونی هستند و به بیش از ۳۰ شاخه طبقه‌بندی شده‌اند. آن‌ها بیشتر زندگی ماکروسکوپی در اقیانوس‌ها را تشکیل می‌دهند.